# José Joaquín Trejos Fernández
José Joaquín Trejos Fernández (18. april 1916 – 12. februar 2010) var præsident i Costa Rica i perioden 1966-70.
1. ↑  Navnet er anført på engelsk og stammer fra Wikidata hvor navnet endnu ikke findes på dansk.
2. ↑  Navnet er anført på engelsk og stammer fra Wikidata hvor navnet endnu ikke findes på dansk.
3. ↑  Navnet er anført på engelsk og stammer fra Wikidata hvor navnet endnu ikke findes på dansk.